# 에가시라 도시아키
에가시라 도시아키(일본어: 江頭 敏明, 1948년 11월 30일 ~ )는 일본의 기업인이며 전 미쓰이스미토모 해상 화재 보험 회장·사장, MS&AD 인슈어런스 그룹 홀딩스 대표이사이다.

## 인물
나가사키현 나가사키 시 출신으로 샐러리맨 가정에서 자랐다. 나가사키 현립 나가사키히가시 고등학교에 입학했으나 아버지의 전근 때문에 기타큐슈시로 이사갔고, 후쿠오카 현립 모지 고등학교에 전입하여 졸업했다. 게이오기주쿠 대학 법학부를 거쳐 다이쇼 해상 화재 보험(현 미쓰이스미토모 해상 화재 보험)에 입사했다.

## 주요 경력
- 1948년 11월 : 나가사키현 나가사키 시에서 태어남
- 1972년 3월 : 게이오기주쿠 대학 법학부 졸업
- 1972년 4월 : 다이쇼 해상 화재 보험 주식회사에 입사
- 2001년 10월 : 미쓰이스미토모 해상 화재 보험 주식회사 집행 임원
- 2003년 6월 : 미쓰이스미토모 해상 화재 보험 주식회사 상무 집행 임원
- 2006년 4월 : 미쓰이스미토모 해상 화재 보험 주식회사 공동 최고 경영 책임자
- 2006년 6월 : 미쓰이스미토모 해상 화재 보험 주식회사 대표이사 사장 공동 최고 경영 책임자
- 2006년 9월 : 미쓰이스미토모 해상 화재 보험 주식회사 대표이사 사장 집행 임원
- 2008년 4월 : MS&AD 인슈어런스 그룹 홀딩스 대표이사 사장
- 2010년 4월 : 미쓰이스미토모 해상 화재 보험 주식회사 대표이사 회장 집행 임원
- 2014년 6월 : MS&AD 인슈어런스 그룹 홀딩스 대표이사 집행 임원
- 2016년 4월 : 미쓰이스미토모 해상 화재 보험 주식회사 이사